# Abelharuco-de-testa-branca
O abelharuco-de-testa-branca, também chamado abelharuco-africano, ou abelharuco-de-garganta-branca  (Merops bullockoides) é uma espécie de abelharuco distribuido largamente pela África sub-equatorial.